# Phthorima bidens
Phthorima bidens är en stekelart som först beskrevs av Davis 1897.  Phthorima bidens ingår i släktet Phthorima och familjen brokparasitsteklar. Inga underarter finns listade i Catalogue of Life.